# حادثه در کندوان
حادثه در کندوان فیلمی به کارگردانی جهانگیر جهانگیری و نویسندگی سید محسن وزیری ساخته سال ۱۳۷۴ است.

## بازیگران
- چنگیز وثوقی
- هانیه مرتضایی
- فتحعلی اویسی
- رضا صفایی‌پور
- داریوش جهانگیری
- بیوک میرزایی
- منوچهر حامدی
- عزت‌الله رمضانی‌فر
- شهرام عجم
- سیاوش آریا
- اکبر رستگار
- اصغر رستگار
- لیلا جوادی
- پرویز شفیع‌زاده
- رحیم امینی
- بهنام سعیدی
- علی هدایتی
- پرویز مقدم
- اصغر فیض‌آبادی